# Acontia trimaculata
Acontia trimaculata is een vlinder van de familie van de uilen (Noctuidae). De wetenschappelijke naam van deze soort is voor het eerst voorgesteld door Per Olof Christopher Aurivillius in een publicatie uit 1879.
De soort komt voor in:
- het Palearctisch gebied waaronder Zuid-Iran,
- het Afrotropisch gebied waaronder Niger, Saudi-Arabië, de Verenigde Arabische Emiraten, Oman, Jemen, Ethiopië, Somalië, Kenia, Tanzania, Angola, Mozambique, Namibië, Botswana, Zimbabwe en Zuid-Afrika.